# هولای
هولای (به لاتین: Huli District) یک سکونتگاه مسکونی در جمهوری خلق چین است که در شیامن واقع شده‌است.

## خصوصیات
هولای ۶۱٫۴۱ کیلومترمربع مساحت و ۱۲۷٬۲۰۰ نفر جمعیت دارد.